# Croix orthodoxe
Ne doit pas être confondu avec croix russe.
 (juin 2024).

Croix orthodoxe.

La croix orthodoxe (☦) est une variante de la croix chrétienne, le symbole religieux du christianisme,. Elle en conserve la forme tout en ajoutant une petite barre horizontale (dite traverse) au-dessus de la principale, afin de figurer la pancarte accrochée sur ordre de Ponce Pilate et une courte traverse supplémentaire en biais près de sa base, représentant l'appui des pieds du Christ. L'orientation de cet appuie-pieds diffère selon les traditions. D'après la coutume orthodoxe russe, la traverse est penchée vers la droite, en direction du mauvais Larron, pointant ainsi en direction de l'Enfer, le bon Larron étant élevé au paradis et situé à la droite du Christ. Dans d'autres Églises, comme l’Église  orthodoxe grecque, le repose-pieds reste droit.

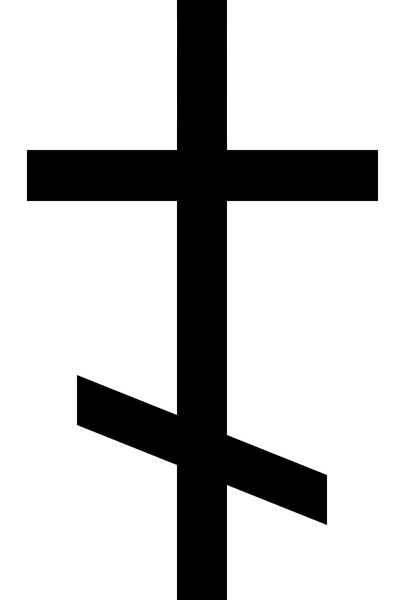
Croix russe.

Cette croix est très proche de la croix patriarcale et de la croix de Lorraine, seul le repose-pieds faisant la différence. Ses autres noms sont croix orthodoxe byzantine et croix orthodoxe russe (la plus répandue dans l'Église orthodoxe russe),,.

## Usage
La croix orthodoxe (☦) est utilisée par l'Église orthodoxe de Tchéquie et de Slovaquie, le Patriarcat œcuménique de Constantinople[réf. nécessaire], l'Église orthodoxe de Pologne, l'Église orthodoxe russe et l'Église orthodoxe serbe.

## Nom
Cette croix devrait être appelée la croix (orthodoxe) russe,,,,,,,,,,,,,,,,,,,,,,,,,,,,,,,,,,,,,,,,, mais est parfois simplement appelée croix orthodoxe.

### Articles liés
- Croix (héraldique)
- Croix patriarcale
- Salut à trois doigts des Serbes orthodoxes.